# Remouillé
Remouillé é uma comuna francesa na região administrativa de Pays de la Loire, no departamento de Loire-Atlantique. Estende-se por uma área de 21,38 km². Em 2010 a comuna tinha 1 968 habitantes (densidade: 92 hab./km²).